# Петухова, Ксения Куприяновна
Ксения Куприяновна Петухова (16 января 1909, Ижевское, Рязанская губерния — 28 августа 1977, Ижевское, Рязанская область) — советский новатор колхозного производства, бригадир телятниц колхоза «Дело Октября» Спасского района Рязанской области.
Дважды Герой Социалистического Труда (1953, 1957).

## Биография
Родилась 3 (16) января 1909 года в селе Ижевское (Рязанская область). C 1930 года работала бригадиром телятниц колхоза «Дело Октября» Спасского района Рязанской области.
Член КПСС с 1940 года. Делегат XXI и XXIII съездов КПСС. В течение 20 лет она избиралась членом районного и областного комитетов КПСС. Депутат Совета Союза (от Рязанской области) Верховного Совета СССР 7-го созыва (1966—1970).
Умерла 28 августа 1977 года, похоронена в родном селе.

## Награды
- Дважды Герой Социалистического Труда:
  - 21.08.1953 — как телятница колхоза, за высокие показатели в животноводстве,
  - 07.02.1957 — как бригадир колхоза, за успехи в животноводстве.
- Награждена орденом Ленина, орденом Октябрьской Революции, двумя орденами Трудового Красного Знамени, а также 7 Большими золотыми медалями ВСХВ и ВДНХ.

## Память
- На родине Ксении Куприяновны 18 августа 1958 года был установлен бронзовый бюст[6][7].
- О ней был снят документальный У рязанских животноводов (недоступная ссылка), 1955, Студия ЦСДФ (РЦСДФ).